# Giulietta Masina
Pour les articles homonymes, voir Masina (homonymie).
Giulietta Masina est une actrice italienne née le 22 février 1921 à San Giorgio di Piano, province de Bologne, morte le 23 mars 1994 à Rome.
Considérée comme l'une des meilleures actrices italiennes de sa génération, Masina a laissé une empreinte indélébile dans l'histoire du cinéma italien, notamment grâce à ses grandes prestations dans les films réalisés par son mari Federico Fellini, en particulier La strada (1954) et Les Nuits de Cabiria (1957). Au cours de sa longue carrière, elle a remporté de nombreux prix, dont un David di Donatello (plus deux spéciaux), quatre Rubans d'argent, un Globe d'or, le prix d'interprétation féminine aux festivals de Cannes et de San Sebastián et un prix d'honneur à la Berlinale ; à cela s'ajoutent deux nominations à la BAFTA, preuve du succès qu'elle a rencontré à l'étranger ; Charlie Chaplin a dit d'elle qu'elle était « l'actrice que j'admire le plus »,.

## Biographie
Giulia Anna Masina, aînée de quatre enfants, est née le 22 février 1921 à San Giorgio di Piano, près de Bologne. Elle est la fille du violoniste et professeur de musique Gaetano Masina et de l'enseignante Angela Flavia Pasqualini. À l'âge de quatre ans, son oncle l'emmène rencontrer le dramaturge italien Luigi Pirandello, qui recevra plus tard le prix Nobel de littérature. Quelques années plus tard, à la mort de cet oncle, sa veuve, la tante d'origine milanaise de Masina, a demandé aux parents de cette dernière s'ils l'autorisaient à venir à Rome pour rester avec elle. Les parents de Masina ont accepté, notamment parce qu'ils pensaient qu'à Rome, Masina aurait plus de succès dans les arts pour lesquels elle faisait déjà preuve d'un talent unique. Elle fréquente le collège et le lycée chez les Ursulines, où, encouragée par sa tante, elle commence à entretenir une passion pour le théâtre. Dès la saison 1941-1942, elle participe à de nombreux spectacles de théâtre, de danse et de musique dans le cadre du théâtre universitaire dans les locaux du Stadium Urbis, qui deviendra plus tard le théâtre Ateneo. Au cours de la saison suivante (1942-1943), elle rejoint la Compagnia del Teatro Comico Musicale, où elle se produit en tant que danseuse, chanteuse et actrice dans diverses opérettes et comédies burlesques.

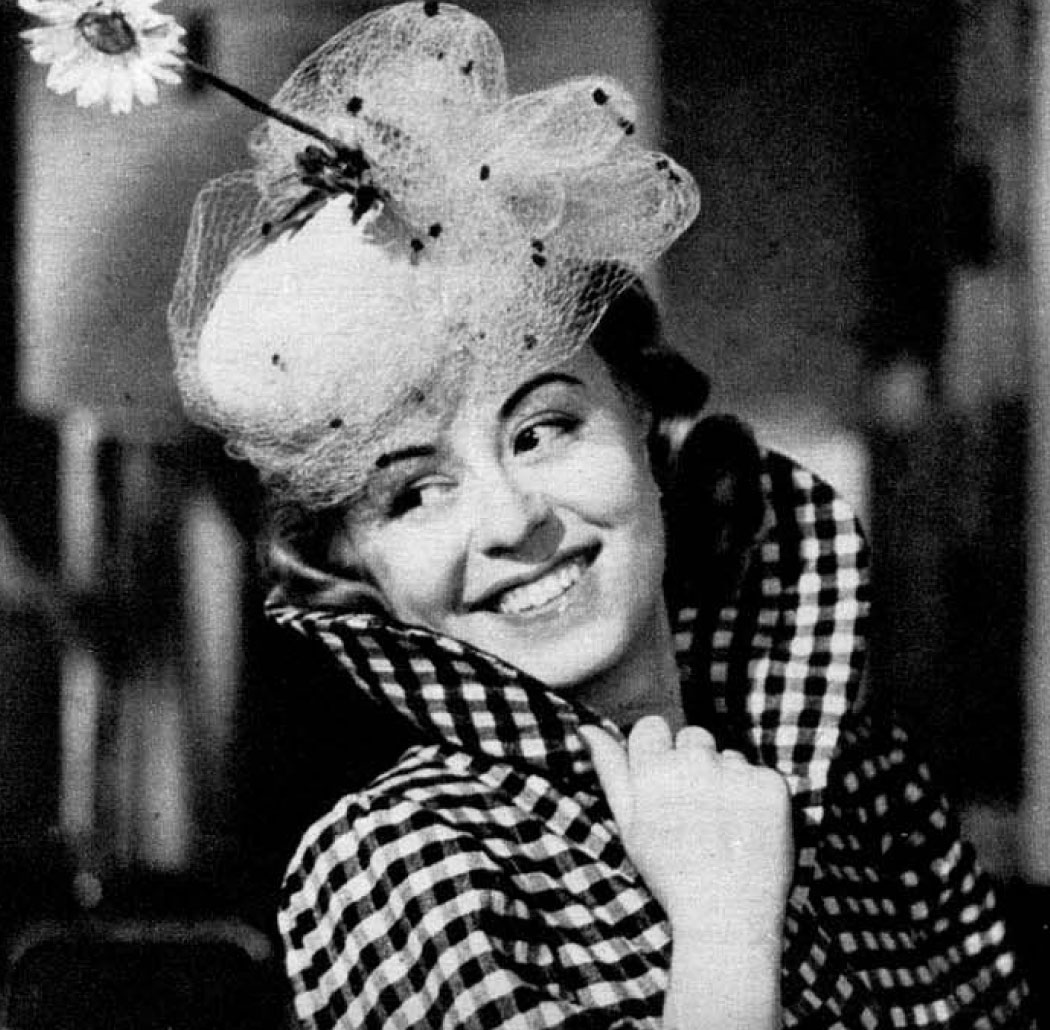
Giulietta Masina dans Les Feux du music-hall (1950).

En 1942, Giulietta rencontre Federico Fellini dans les studios de l'Ente Italiano per le Audizioni Radiofoniche (EIAR). Dès juillet 1943, le couple se présente à ses parents. Après l'armistice de Cassibile du 8 septembre 1943, leur union s'accélère : Fellini, au lieu de répondre à l'appel du contingent, épouse Giulietta le 30 octobre. Pendant les premiers mois, ils vivent ensemble dans la maison de la tante milanaise de sa femme. Ils se marient en 1943 et, quelques mois plus tard, Masina fait une fausse couche en tombant dans un escalier. Masina et Fellini ont ensuite un fils, Pier Federico, né le 22 mars 1945 et décédé onze jours après sa naissance, le 2 avril. Masina et Fellini n'auront pas d'autres enfants.
De 1968 à 1976, elle tient une rubrique dans La Stampa, Risponde Giulietta Masina, qui fait partie de la rubrique hebdomadaire Cronache per le donne (dont Alba de Céspedes est responsable). Une sélection des réponses données aux lecteurs a été incluse dans le volume Il diario degli altri.

### À la radio
Elle fait son entrée à la radio en 1941, en jouant avec Nella Maria Bonora et Franco Becci, des voix très populaires à l'époque. À partir de 1942, la jeune étudiante en littérature et actrice a interprété le personnage de Pallina, d'abord la petite amie de Cico, puis son épouse enfant. Les mésaventures du jeune couple sont diffusées dans l'émission de variétés radiophonique Terziglio, pour être reprises après la guerre dans une série autonome intitulée Le avventure di Cico e Pallina, interrompue après quatorze épisodes en février 1947. Les sketches sont interprétés avec le présentateur Angelo Zanobini et écrit par l'humoriste polyvalent, rédacteur en chef de la revue satirique Marc'Aurelio, Federico Fellini, qu'elle épouse le 30 octobre 1943 et avec lequel il établit un partenariat artistique et affectif intense, parmi les plus importants de l'histoire du monde du spectacle italien.
En 1945, après la fin de la guerre, elle obtient une licence en littérature et en philosophie à l'université « La Sapienza ». Elle joue à nouveau au théâtre universitaire pendant la saison 1945-1946 dans la pièce Angelica, écrite et mise en scène par Leo Ferrero et jouée avec un autre jeune acteur destiné à la célébrité, Marcello Mastroianni. Elle remontera sur scène pour la dernière fois en 1951, avec Gli innamorati. Entre 1966 et 1969, elle présente une émission radiophonique populaire, Lettere a Giulietta Masina.

### Au cinéma

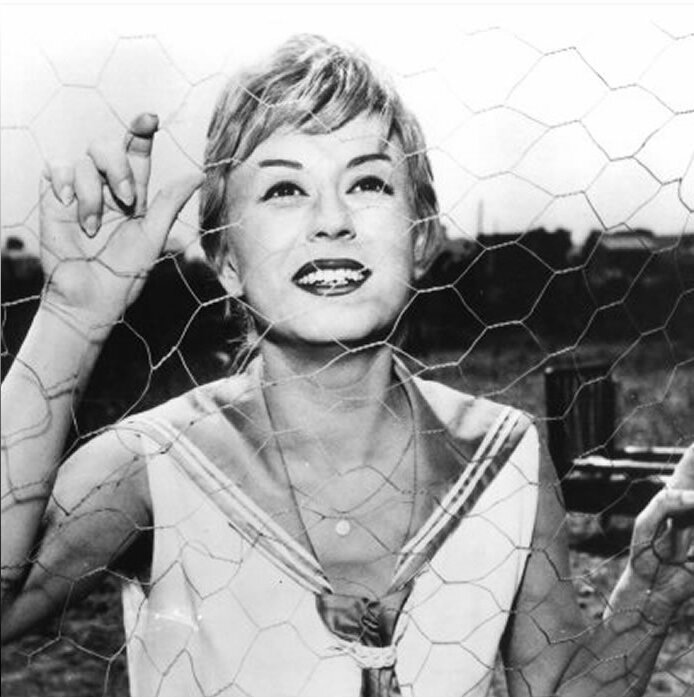
Masina dans Les Nuits de Cabiria (1957).

Outre le rôle de figurante qu'elle a joué dans le chef-d'œuvre de Roberto Rossellini, Païsa (elle est une jeune fille qui descend les escaliers d'un palais), Giulietta Masina a fait ses débuts au cinéma en 1948 dans un film d'Alberto Lattuada, Sans pitié, où elle a joué, avec Carla Del Poggio, le rôle de la mondaine au cœur tendre et à l'esprit étroit qui l'accompagnera pendant la majeure partie de sa carrière dans des films réalisés par Carlo Lizzani, Giuseppe Amato et Renato Castellani.
Elle joue dans sept films de son mari Federico Fellini. C'est assurément son rôle de Gelsomina dans La strada (1954), où elle joue aux côtés d'Anthony Quinn et de Richard Basehart, qui la fait connaître mondialement. Connue comme la muse de Fellini, qui trouve en elle son égale artistique, sa silhouette menue et son jeu la font interpréter des personnages naïfs évoluant dans des univers cruels. Giulietta Masina est souvent appelée « le Chaplin féminin ». L'année suivante, elle participe à Il bidone (1955), avec Broderick Crawford et à nouveau Basehart, sans oublier le premier film signé par Fellini avec Lattuada, Les Feux du music-hall (1950), toujours avec Carla Del Poggio et Peppino De Filippo. Son jeu a été parfois moqué car trop limité, elle a été traitée de « drôle de frimousse » ou de « bille de clown », d'autres lui ont fait des éloges sur la facilité avec laquelle elle s'est fondu dans l'univers circassien.
En 1957, elle atteint probablement le sommet de sa carrière avec le rôle de Cabiria dans le film Les Nuits de Cabiria (qu'elle avait déjà abordé dans une certaine mesure dans le premier film réalisé par son mari, Le Cheik blanc, en 1951). Elle remporte le prix d'interprétation féminine au Festival de Cannes 1957 pour son interprétation de Cabiria. Celle-ci est une prostituée qui endure les tragédies et les déceptions de la vie avec une innocence et une résistance aux proportions bibliques. Dans une critique du New York Times de 1998, Janet Maslin écrit qu'il y a plus de « grâce et de courage » dans la prestation de Masina que dans « toutes les superproductions crachant du feu qu'Hollywood a à offrir ».

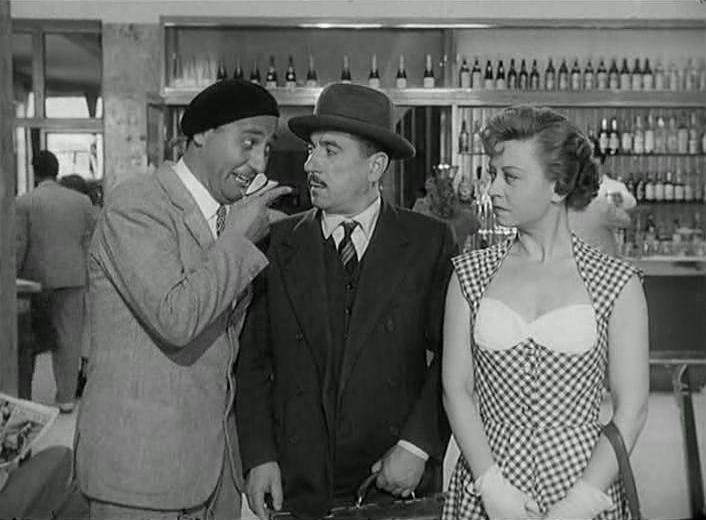
Alberto Sordi, Eduardo De Filippo et Giulietta Masina dans L'Assassin de la rue Paradis (1953).

En 1958, elle interprète une femme émouvante dans Fortunella d'Eduardo De Filippo, avec Alberto Sordi (rôle dramatique du brocanteur) et De Filippo lui-même. La même année, L'Enfer dans la ville de Renato Castellani dans lequel on peut la voir aux côtés d'Anna Magnani. La carrière de Masina est mise à mal par l'échec critique et public de sa collaboration avec le producteur allemand Kurt Ulrich, qui voulait absolument engager l'actrice italienne pour une trilogie composée d'Épouse coupable (1959) de Victor Vicas et La Grande Vie (1960) de Julien Duvivier, ainsi qu'un troisième film qui ne se fera pas (L'Opéra de quat'sous). Pour les quelques années qui suivent, elle se consacre presque entièrement à sa vie privée et à son mariage.
Fellini la dirigera à nouveau dans son premier film en couleur, Juliette des esprits (1965) avec Mario Pisu. Dans ce film, Juliette est une épouse modèle, amoureuse et docile, qui découvre l’infidélité de son époux, mais ne parvient pas à renoncer à ses rêves de bonheur conjugal. Pour Charles Dantzig, « Et l'on pourrait dire que Juliette des esprits est la Madame Bovary de Fellini. L'une trompe, l'autre est trompée, l'une s'exalte, l'autre se tait : différentes réactions à une incomplétude bourgeoise ». Vingt ans plus tard, dans le mélancolique Ginger et Fred (1985) aux côtés de Marcello Mastroianni. Ils y jouent les rôles de deux anciens danseurs de claquettes très populaires pendant la guerre sous des noms de scène emprunté aux célèbres Fred Astaire et Ginger Rogers. Dans le film, ils sont invités à l'émission télévisée clinquante Ed ecco a voi, montrés comme des phénomènes de foire sacrifiés aux besoins de l'audience dans un programme constamment interrompu par des publicités. Selon Jean-Claude Carrière, « c'est un film qui décrit à sa manière un studio de télévision tout aussi frappé d'irréalité que Satyricon. Le très beau moment de la panne de lumière, quand tout à coup tout s'arrête et que les deux interprètes principaux se retrouvent assis sur le sol, ne sachant que faire, est pour moi l'image même de l'illusion détruite, anéantie. Non seulement l'illusion de la télévision, mais aussi celle du cinéma ».

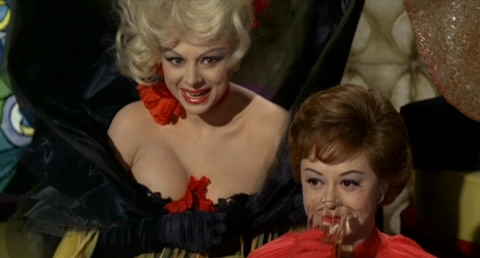
Sandra Milo et Giulietta Masina dans Juliette des esprits (1965).

Durant sa carrière, elle a également donné sa chance à de jeunes réalisateurs italiens : elle joue dans un des premiers films réalisés par Alberto Sordi, Scusi, lei è favorevole o contrario? (1966), et elle a un petit rôle chez une Lina Wertmüller encore débutante, dans le musicarello Non stuzzicate la zanzara (1967), la suite de Rita la zanzara.
En 1969, avec le rôle de Gabrielle et au sein d'une riche distribution menée par Katharine Hepburn, elle participe à l'étrange film hollywoodien situé à Paris La Folle de Chaillot de Bryan Forbes et John Huston, inspiré de la pièce homonyme de Jean Giraudoux. Le tournage se déroule en France pendant mai 68, et un accord entre les techniciens du film et les producteurs américains permet de poursuivre le tournage pendant la grève
En 1985, elle incarne le rôle-titre de Perinbaba / Dame Hiver dans le film slovaque de Juraj Jakubisko Perinbaba, l'adaptation d'un conte proche de Dame Holle des frères Grimm. Pour son dernier film, elle joue avec Véronique Silver, Éva Darlan et Jean Benguigui dans la comédie dramatique Aujourd'hui peut-être... de Jean-Louis Bertuccelli se déroulant dans le Loiret. Elle y incarne une veuve septuagénaire qui organise un dîner de famille où semble manquer à l'appel son fils prodigue, Raphaël (Maxime Leroux), un voyou recherché par la police. Selon Le Nouveau guide des films compilé par Jean Tulard, Masina est l'âme de ce film au scénario trop convenu mais joliment et simplement réalisé.

### À la télévision
À la télévision, elle apparaît dans les années 1970 dans deux fictions à succès, Eleonora (1973), réalisée par Silverio Blasi, et Camilla (1976), réalisée par Sandro Bolchi, d'après le roman Un inverno freddissimo de Fausta Cialente.

### Mort

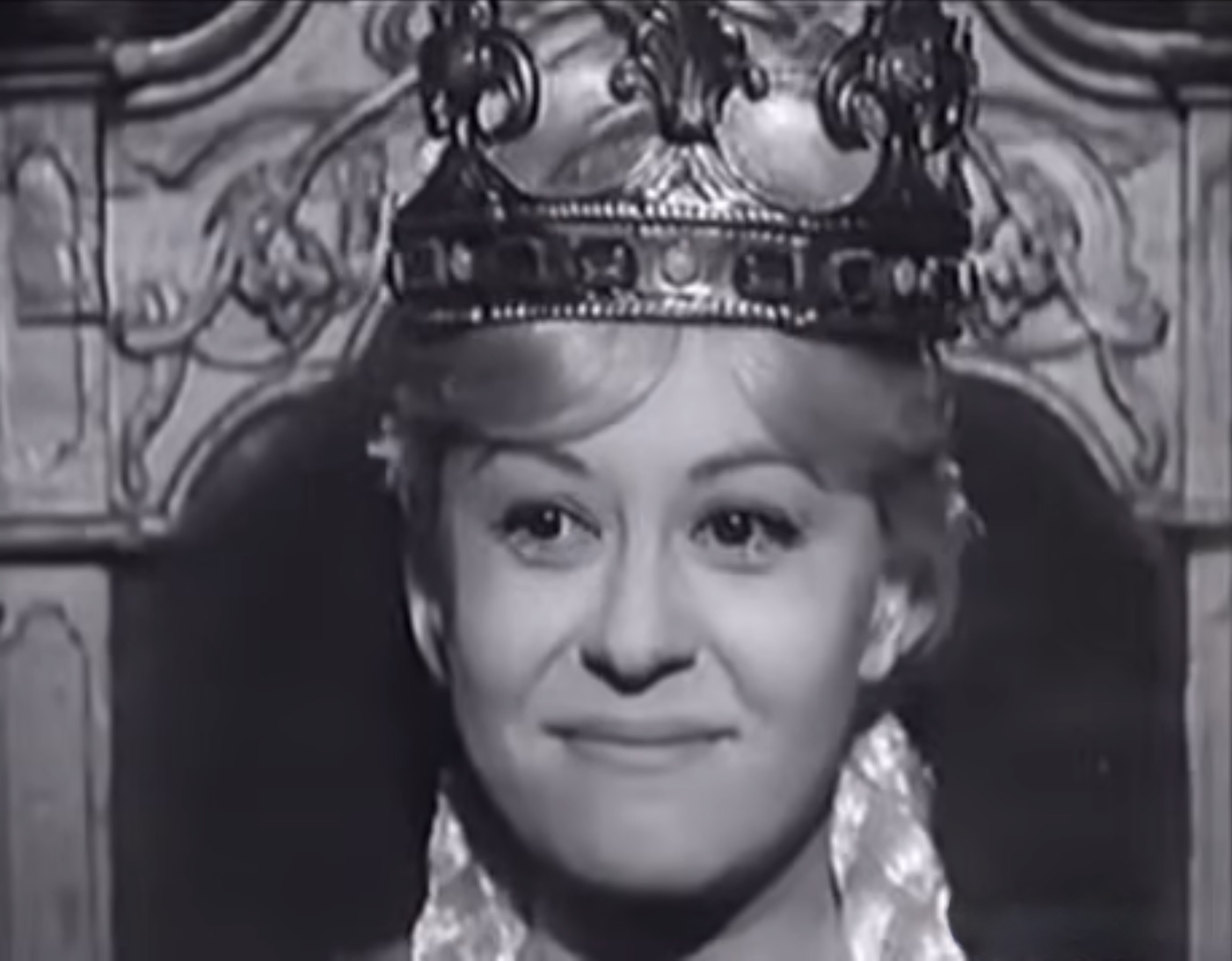
Dans Fortunella (1959).

Giulietta Masina meurt le 23 mars 1994, à l'âge de soixante-treize ans, d'un cancer du poumon (cinq mois après la mort de Fellini, le 31 octobre 1993). Tous deux sont enterrés au cimetière de Rimini. Leur tombe est marquée par le monument Le Vele, œuvre du sculpteur Arnaldo Pomodoro. Avant sa mort, elle demanda au trompettiste Mauro Maur, « la sua tromba » (litt. « sa trompette »), de jouer lors de ses funérailles le thème de La strada composé par Nino Rota,,. 

## Posterité
À l'occasion du vingtième anniversaire de sa mort, les principales institutions culturelles et cinématographiques italiennes — sous le patronage de l'Accademia del Cinema Italiano / Premio David di Donatello — lui ont rendu hommage en organisant l'exposition « Giulietta Masina, l'Oscar di Federico Fellini » au Teatro dei Dioscuri de Rome, sous la direction de Simone Casavecchia et de Fiammetta Terlizzi. La ville de Bologne a donné son nom à un jardin.

## Filmographie

### Actrice de cinéma
- 1946 : Païsa (Paisà) de Roberto Rossellini : la prostituée
- 1948 : Sans pitié (Senza pietà) d'Alberto Lattuada : Marcella
- 1950 : Les Feux du music-hall (Luci del varietà) de Federico Fellini : Melina Amour
- 1951 : Sette ore di guai de Vittorio Metz et Marcello Marchesi : la fille de Romolini
- 1951 : Cameriera bella presenza offresi... de Giorgio Pàstina : Ermelinda
- 1951 : Les Volets clos (Persiane chiuse) de Luigi Comencini : Pippo
- 1952 : Wanda la pécheresse (Wanda la peccatrice) de Duilio Coletti : Nadina
- 1952 : Le Roman de ma vie (Il romanzo della mia vita) de Lionello De Felice : Paola
- 1952 : Le Cheik blanc (Lo sceicco bianco) de Federico Fellini : Cabiria
- 1952 : Europe 51 (Europa '51) de Roberto Rossellini : Passerotto
- 1953 : Dans les faubourgs de la ville (Ai margini della metropoli) de Carlo Lizzani : Gina Ilari
- 1953 : L'Assassin de la rue Paradis (Lo scocciatore) de Giorgio Bianchi : Irène
- 1954 : Femmes damnées (Donne proibite) de Giuseppe Amato : Rosita
- 1954 : Un siècle d'amour (Cento anni d'amore), film à sketches de Lionello De Felice, épisode Purification : l'amie de Rimpettaia
- 1954 : La strada de Federico Fellini : Gelsomina
- 1955 : Bonsoir Maître (Buonanotte... avvocato!) de Giorgio Bianchi : Carla
- 1955 : Il bidone de Federico Fellini : Iris
- 1957 : Les Nuits de Cabiria (Le notti di Cabiria) de Federico Fellini : Cabiria
- 1958 : Fortunella d'Eduardo De Filippo : Nanda Diotallevi dite « Fortunella »
- 1958 : L'Enfer dans la ville (Nella città dell'inferno) de Renato Castellani : Lina
- 1959 : Épouse coupable (Jons und Erdme) de Victor Vicas : Erdme
- 1960 : La Grande Vie (Das Kunstseidene Mädchen) de Julien Duvivier : Doris Putzke
- 1965 : Juliette des esprits (Giulietta degli spiriti) de Federico Fellini : Juliette
- 1966 : Scusi, lei è favorevole o contrario ? d'Alberto Sordi : Anna
- 1967 : Non stuzzicate la zanzara de Lina Wertmüller : la mère de Rita
- 1969 : La Folle de Chaillot (The Madwoman of Chaillot) de Bryan Forbes : Gabrielle, la Folle de Passy
- 1985 : Ginger et Fred (Ginger e Fred) de Federico Fellini : Amelia Bonetti alias « Ginger »
- 1986 : Perinbaba (Frau Holle) de Juraj Jakubisko : Perinbaba/Lady Winter
- 1991 : Aujourd'hui peut-être... de Jean-Louis Bertuccelli : Bertille

### Actrice de télévision

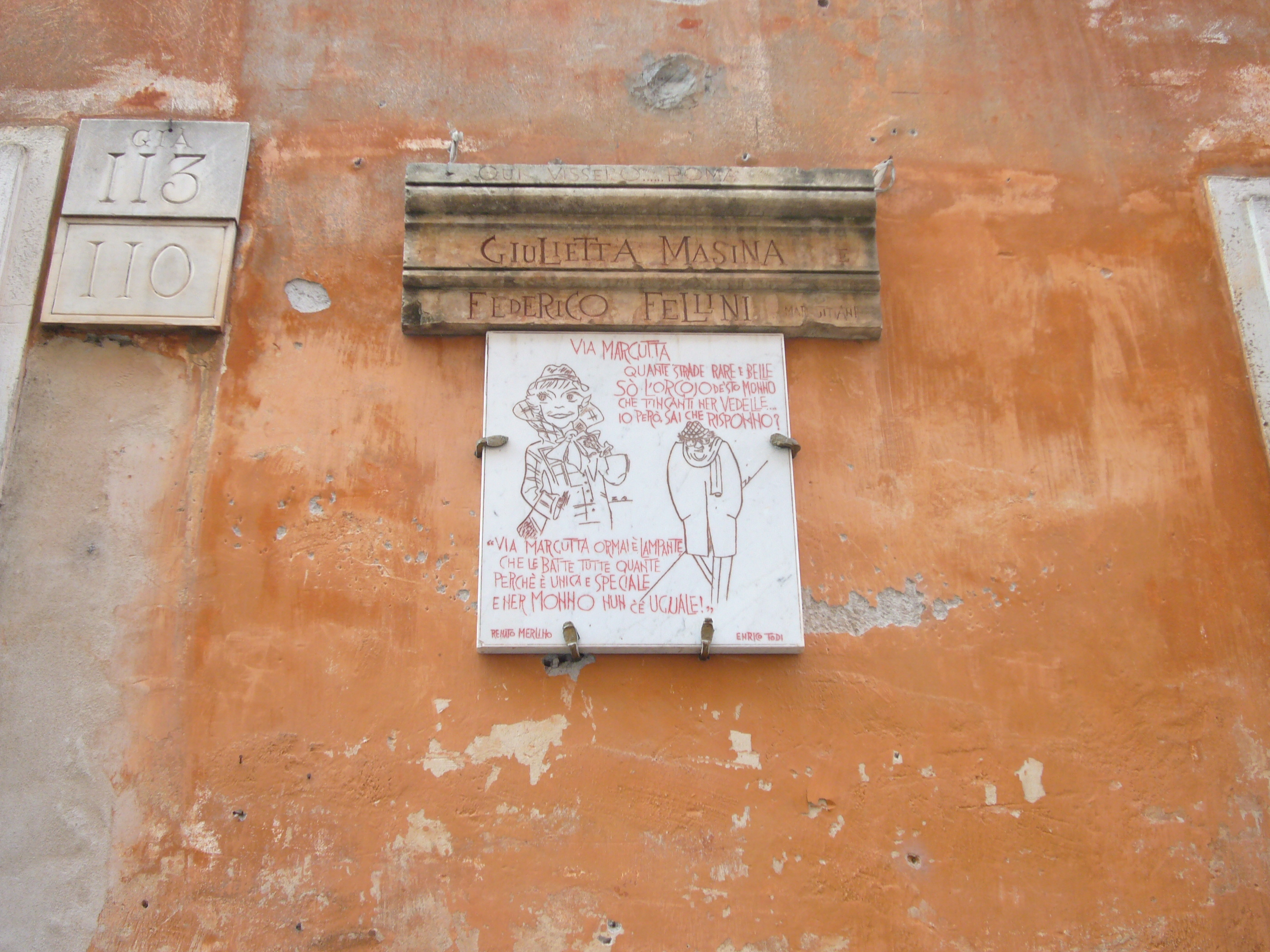
Plaque commémorative sur la façade de la maison rue Margutta à Rome où habitèrent
Giulietta Masina et Federico Fellini

- 1973 : Eleonora (it), mini-série de Silverio Blasi : Eleonora
- 1976 : Camilla (it), mini-série de Sandro Bolchi : Camilla
- 1985 : Sogni e bisogni (it), série télévisée de Sergio Citti : Le Destin

## Distinctions
- 1949 : Ruban d'argent du meilleur second rôle féminin pour Sans pitié
- 1951 : Ruban d'argent du meilleur second rôle féminin pour Les Feux du music-hall
- 1957 : Prix d'interprétation féminine au Festival de Cannes pour Les Nuits de Cabiria
- 1957 : Prix Zulueta de la meilleure actrice au Festival international du film de Saint-Sébastien pour Les Nuits de Cabiria
- 1958 : Ruban d'argent de la meilleure actrice pour Les Nuits de Cabiria
- 1966 : David di Donatello de la meilleure actrice principale pour Juliette des esprits
- 1982 : Médaille d'or du ministre pour le Tourisme et le Spectacle à la cérémonie de remise des David di Donatello
- 1986 : Ruban d'argent de la meilleure actrice pour Ginger et Fred
- 1986 : David di Donatello spécial du 30e anniversaire de l'association
- 1986 : Prix d'honneur de la Caméra de la Berlinale au Festival du film de Berlin
- 1986 : Nocciola d'oro au Festival du film de Giffoni